# دانيال هاريز
دانيال هاريز (بالإنجليزية: Daniel Harries)‏ هو متزلج فني أسترالي، ولد في 22 مارس 1983.

## وصلات خارجية
- دانيال هاريز على موقع الاتحاد الدولي للتزلج (الإنجليزية)